# 王操之
王操之（?—?），字子重，东晋琅邪郡临沂县（治今山东省临沂市）人。王羲之的第六子。
王操之历任侍中、尚书，豫章郡太守。曾经和哥哥王徽之、弟弟王献之去拜见谢安，王徽之、王操之多说一些俗事，王献之只是问问寒温而已。兄弟们出去后，门客问谢安王氏兄弟优劣，谢安说：“小的最好。”门客问其故，谢安说：“吉人之辞寡，以其少言，故知之。”